# Championnat d'Irlande du Nord de football 1953-1954
Navigation
Édition précédente Édition suivante
Le 53e Championnat d'Irlande du Nord de football se déroule en 1953-1954. Linfield FC remporte son vingtième titre de champion d’Irlande du Nord. 
Glentoran FC, tenant du titre, s’arroge la deuxième place un petit point derrière le vainqueur.
Avec 32 buts marqués, Jimmy Jones de Glenavon FC remporte le titre de meilleur buteur de la compétition.

## Les 12 clubs participants
- Ards Football Club
- Bangor Football Club
- Ballymena United Football Club
- Cliftonville Football Club
- Coleraine Football Club
- Crusaders Football Club
- Derry City Football Club
- Distillery Football Club
- Glenavon Football Club
- Glentoran Football Club
- Linfield Football Club
- Portadown Football Club

## Classement
| Rang | Équipe           | Pts | J  | G  | N | P  | Bp | Bc | Diff |
| ---- | ---------------- | --- | -- | -- | - | -- | -- | -- | ---- |
| 1    | Linfield FC      | 36  | 22 | 15 | 6 | 1  | 56 | 26 | +30  |
| 2    | Glentoran FC     | 35  | 22 | 17 | 1 | 4  | 67 | 34 | +33  |
| 3    | Glenavon FC      | 28  | 22 | 13 | 2 | 7  | 68 | 45 | +23  |
| 4    | Ballymena United | 27  | 22 | 11 | 5 | 6  | 47 | 40 | +7   |
| 5    | Crusaders FC     | 26  | 22 | 11 | 4 | 7  | 60 | 49 | +11  |
| 6    | Bangor FC        | 22  | 22 | 10 | 2 | 10 | 34 | 42 | -8   |
| 7    | Coleraine FC     | 22  | 22 | 8  | 6 | 8  | 49 | 52 | -3   |
| 8    | Distillery FC    | 21  | 22 | 8  | 5 | 9  | 45 | 36 | +9   |
| 9    | Ards FC          | 14  | 22 | 6  | 2 | 14 | 32 | 53 | -21  |
| 10   | Derry City FC    | 13  | 22 | 5  | 3 | 14 | 36 | 50 | -14  |
| 11   | Portadown FC     | 12  | 22 | 5  | 2 | 15 | 34 | 60 | -26  |
| 12   | Cliftonville FC  | 8   | 22 | 3  | 2 | 17 | 26 | 67 | -41  |

|  | Champion d'Irlande du Nord |
|  | Relégation                 |

### Meilleur buteur
- Jimmy Jones, Glenavon FC 32 buts

## Bilan de la saison
| Tableau d'Honneur                         |               |
| Compétition                               | Vainqueur     |
| Championnat d'Irlande du Nord de football | Linfield FC   |
| Coupe d'Irlande du Nord de football       | Derry City FC |

| Promotions et relégations |       |
| Relégués                  | Aucun |
| Promus                    | Aucun |